# Anthurium hebetatilaminum
Anthurium hebetatilaminum är en kallaväxtart som beskrevs av Thomas Bernard Croat och J.Rodr.Salvador. Anthurium hebetatilaminum ingår i släktet Anthurium och familjen kallaväxter. Inga underarter finns listade.